# Lez (gemeente)
Lez is een plaats en voormalige gemeente in het Franse departement Haute-Garonne (regio Occitanie) en telt 61 inwoners (2009). De plaats maakt deel uit van het arrondissement Saint-Gaudens. Lez is op 1 januari 2019 gefuseerd met de gemeente Saint-Béat tot de gemeente (commune nouvelle) Saint-Béat-Lez.

## Geografie
De oppervlakte van Lez bedraagt 2,6 km², de bevolkingsdichtheid is dus 23,5 inwoners per km².
De onderstaande kaart toont de ligging van Lez (gemeente) met de belangrijkste infrastructuur en aangrenzende gemeenten.

## Demografie
Onderstaande figuur toont het verloop van het inwonertal (bron: INSEE-tellingen).